# Методы исследования причинных связей
Методы исследования причинных связей — простейшие логические методы установления причинных логических связей между явлениями и вытекающими из причин следствиями, которые были разработаны Ф. Бэконом и окончательно доработаны Дж. Миллем. Эти методы были разработаны для выяснения следующей задачи: можно ли считать предшествующее явление (А) причиной последующего явления (В) или нельзя. Причинной логической связью называют связь двух или нескольких явлений, при этом, если одно из них является причиной другого. Причиной при этом называют явление, которое при определённых обстоятельствах вызывает другое явление. Явление, вызванное причиной, называют следствием.
Сам Дж. Милль в свой книге «Система логики силлогистической и дедуктивной» сформулировал пять логических методов исследования причинных связей:
1. Метод сходства: «Если два или более случаев подлежащего исследованию явления имеют общим лишь одно обстоятельство, то это обстоятельство, — в котором только и согласуются все эти случаи, — есть причина (или следствие данного явления)».
2. Метод различия: «Если случай, в котором исследуемое явление наступает, и случай, в котором оно не наступает, сходны во всех обстоятельствах, кроме одного, встречающегося лишь в первом случае, то это обстоятельство, в котором одном только и разнятся эти два случая, есть следствие, или причина, или необходимая часть причины явления».
3. Соединённый метод сходства и различия: «Если два или более случаев возникновения явления имеют общим лишь одно обстоятельство, и два или более случаев невозникновения того же явления имеют общим только отсутствие того же самого обстоятельства, то это обстоятельство, в котором только и разнятся оба ряда случаев, есть или следствие, или причина, или необходимая часть причины изучаемого явления».
4. Метод сопутствующих изменений: «Всякое явление, изменяющееся определённым образом всякий раз, когда некоторым особенным образом изменяется другое явление, есть либо причина, либо следствие этого явления, либо соединено с ним какой-либо причинной связью».
5. Метод остатков: «Если из явления вычесть ту его часть, которая, как известно из прежних индукций, есть следствие некоторых определённых предыдущих, то остаток данного явления должен быть следствием остальных предыдущих».